# Уч-Тэмур
Уч-Тэмур-тайши (Уз-Тимур), также известен под именами Амасанджи и Эсмэт-Дархан-нойон — главный ойратский тайши (1455 — 1478). Старший сын и наследник Эсэн-тайши, представитель рода Чорос.

## Биография
Происходил из ойратского рода Чорос. Старший сын Эсэна, тайши Ойратского союза. В 1449—1451 годах участвовал в войнах отца против империи Мин. В 1451 году получил титул тайши-чулы, чем был определен его статус как наследника Эсэна. В 1454 году Эсэн стал Великим ханом Монгольской империи. После его гибели в результате государственного переворота в 1454 году, власть над ойратами взял Уч-Тэмур (Амасанджи-тайши).

### Войны в Центральной Азии
В правление Уч-Тэмура велась война против Могулистана и Узбекского ханства. В 1457 году  Уч-Тэмур совершил завоевательный поход и разгромил Шибанида Абулхайр-хана под Сыгнаком. после поражения Абулхайр был вынужден отступить и укрыться за стенами Сыгнака. Ойраты решили не штурмовать столицу, они подвергли разрушению и грабежу Ташкент, Туркестан и Шахрух с прилегающими территориями и взяли в плен много людей. Возвращаясь обратно, Уч-Тэмур-тайши предложил Абулхайру заключить мирный договор и выдвинул унизительные условия. Из-за своего поражения Абулхайр-хан был вынужден оставить разграбленные города Туркестана и отступить в Дешт-и-Кыпчак. В 1460 году он вернулся в Присырдарью. После поражения в той битве Абулхайр-хан установил жёсткий порядок в своих владениях.